# 响水堡水库
响水堡水库是中国河北省张家口市宣化区境内的一座水库，位于永定河系洋河上，建于1972年。水库正常库容为3000万立方米，集雨面积为14140平方千米，海拔为572米。